# جون جويس راسيل
جون جويس راسيل (بالإنجليزية: John Joyce Russell)‏ هو كاهن كاثوليكي أمريكي، ولد في 1 ديسمبر 1897 في بالتيمور في الولايات المتحدة، وتوفي في 17 مارس 1993 في ريتشموند في الولايات المتحدة.